# Maître de Monte Oliveto
Le Maître de Monte Oliveto est un peintre italien anonyme (un maître anonyme) de l'école de Sienne en Toscane, qui a été actif entre 1305 et 1330.

## Œuvres
- La Vierge et l'Enfant sur un trône entourés de quatre saints (Paris, musée du Louvre)[2]
- Vierge à l'Enfant (Yale, Yale University Art Gallery)
- Triptyque, la Vierge à l'Enfant  (New York, Metropolitan Museum of Art)[3]
- Scènes de la vie de la Vierge  (New York, Métropolitain Museum of Art)[3]